# Municipio de Empalme Olmos
El Municipio de Empalme Olmos es uno de los municipios del departamento de Canelones, Uruguay. Tiene como sede la localidad homónima.

## Ubicación
El municipio se encuentra localizado en la zona centro-sur del departamento de Canelones. Limita al norte con el municipio de San Jacinto, al este y sureste con el municipio de Atlántida, al sur con el municipio de Salinas, al suroeste y oeste con el de Pando y al noroeste con el municipio de Sauce.

## Características
El municipio fue creado por ley 18.653 del 15 de marzo de 2010, y forma parte del departamento de Canelones. Su territorio comprende al distrito electoral CMB de ese departamento. 
Se trata de una zona cuyas principales actividades económicas son la agropecuaria y la agroindustrial. En la zona se producen boniatos, papas, tomates, arvejas, zanahorias, verduras de hoja, frutas; también existen vides y bodegas. Se destaca además la producción pecuaria y lechera, remitiendo los tambos su producción a la cooperativa lechera CONAPROLE, además se crían cerdos, cabras, pollos y gallinas.
Su superficie es de 104 km².
Forman parte de este municipio las siguientes localidades:
- Empalme Olmos
- Olmos
- Piedra del Toro

## Autoridades
Las autoridades del municipio son el alcalde y cuatro concejales.
Alcaldes según período:
| Nº | Alcalde               | Partido          | Inicio del mandato      | Fin del mandato         | Observaciones     | Concejales                                                                          |
| -- | --------------------- | ---------------- | ----------------------- | ----------------------- | ----------------- | ----------------------------------------------------------------------------------- |
| 1  | Ricardo Rodríguez     |                  | 2010                    | julio de 2015           | Alcalde elegido   |                                                                                     |
| 2  | Jorge Eduardo Álvarez | Frente Amplio FA | julio de 2015           | 26 de noviembre de 2020 | Alcalde elegido   | Ricardo Rodríguez (FA) Silvia Moreira (FA) Juan Suárez (PN) Mabel Nion (PC)         |
| 3  | Jorge Eduardo Álvarez | Frente Amplio FA | 27 de noviembre de 2020 | 2025                    | Alcalde reelegido | Macarena Costa (FA) Rodrigo Parodi (FA) Alesandra Bonilla (FA) Facundo Marrero (PN) |